# 马耳山乌头
马耳山乌头（学名：Aconitum delavayi）为毛茛科乌头属下的一个种。

## 扩展阅读
- 維基物種上的相關：马耳山乌头